# Cheptel : Nouvelles du parc humain
Cheptel, sous-titré Nouvelles du parc humain est une pièce de théâtre créée en 2017 par Michel Schweizer lors du Festival International des Arts de Bordeaux Métropole.

## Le spectacle

### Historique
Le spectacle est coproduit par le Théâtre d'Arles, le Théâtre de Lorient, le Théâtre de Saint-Quentin-en-Yvelines, le Carré-Colonnes (Saint-Médard-en-Jalles), l'Espaces Pluriels  (Pau) ainsi que l'OARA  (Bordeaux).
En 2010, Michel Schweizer avait initié une « communauté » avec une dizaine de jeunes autour des thèmes de la vie, du temps, de la vieillesse et de l’immortalité. Ce qui avait donné le spectacle Fauves. Depuis 2014, il a également entrepris la création d'une performance intitulé Keep Calm créée avec de nombreux enfants dans différentes villes.

### Thématiques
Michel Schweizer invite un groupe de 8 adolescents âgés de 12 à 15 ans à recréer sur scène un état de « nature » au plus proche de leur ressenti, libérant une parole nécessaire dans une forêt imaginaire allant à la rencontre d'un adulte (Bruno Beguin puis Pascal Quéneau).
« Ces enfants sont arrivés avec une idée traditionnelle de ce que pouvait être un spectacle. Ils m’ont demandé de quoi ça parlait et quels étaient leurs rôles. Je leur ai dit qu’il n’y avait pas de rôles : "vous serez vous même et vous vous adresserez à des adultes, vous leurs direz ce que vous avez envie de leur dire…” »
Chacun à sa manière, dans sa singularité propre, confie au "Cheptel" d'adultes présents dans le public, ce qu’il perçoit d'eux, de l’héritage qui lui a été légué. A travers la danse, la parole et le chant, ces jeunes délivrent leur vision du monde et ouvrent les portes de leurs craintes et doutes,.

#### Un spectacle atypique
Michel Schweizer crée une pièce faites d'une grande marge de libertés, en partie improvisée dans une forme de travail militant. Sans jamais vraiment savoir ce qui est écrit ou improvisé, les adultes sont placés en « responsables » pour une confrontation évocatrice. Le spectacle est le constat d'une nouvelle génération : la transmission du savoir, de l’amour, de la planète, de la vie.

### Tournée
La tournée du spectacle commence dès 2017 et continue jusqu'en 2021 dans de nombreuses scènes nationales et Centres chorégraphiques ou CDCN :  Le Lieu Unique (Nantes), Le Quartz (Brest), Centre chorégraphique national de Caen en Normandie.
La distribution de jeunes comédiens est restée identique tout au long de la tournée permettant une évolution permanente du spectacle, parallèle à l'évolution des interprètes et de leurs interrogations.
A plusieurs reprises, Schweizer a souhaité lié le spectacle à différents événements (performances, débats, conférences, projections) avec Les enfants occupent la MC93 ou On prend des nouvelles de notre avenir à La Maison des Métallos.

### Citations[12]
« Vous ne nous avez pas assez écouté et du coup vous ne savez pas quoi dire. »
« Ça me navre de vous voir vivre comme ça. »

## Distribution
- Conception et mise en scène : Michel Schweizer
- Interprétation :  Zakary Bairi, Aliénor Bartelmé, Bruno Béguin puis Pascal Quéneau, Lise-Anne Bouchereau, Hélie-Rose Dalmay, Anouk Lemaine, Zoé Montaye, Rémi Plages et Nils Teynié
- Scénographie : Michel Schweizer
- Collaboration artistique : Cécile Broqua
- Travail vocal : Dalila Khatir
- Collaboration à la chorégraphie : Ghyslaine Gau
- Design graphique : Franck Tallon
- Construction : Yann Dury
- Lumières : Éric Blosse
- Son : Nicolas Barillot
- Régie générale : Jeff Yvenou
- Participation : Jean-Noël Obert (référent pédagogique)
- Administration : Hélène Vincent
- Production et diffusion : Nathalie Nilias

## Accueil critique
Danser Canal Historique écrit : 
"Remarquables comédiens qui savent nourrir un silence, prennent le temps de se raconter, développent leurs idées avec toute la fougue de leur jeunesse, prouvent qu’ils forment un groupe solidaire malgré leurs différences et nous laissent pantois. [...] Cheptel est à la fois drôle, émouvant, authentique, surprenant, intelligent et surtout, questionne la grande majorité du public sur la position à adopter face à cette jeunesse rebelle si impliquée dans la société d’aujourd’hui."
Yves Kafka dans le magazine Inferno parle "d'une « re-naissance » vivifiante vécue en direct" et souligne la performance de Zakary Bairi : 
"Un grand troisième aux baskets rouge fluo délivre un monologue parfaitement « réfléchi » (même vocabulaire que les adultes, même ton sentencieux) : « Je suis jeune, je sais. Je vous regarde et ça me fait un peu peur… J’ai peur en fait de devenir vous. Je croyais jusque-là que c’était réservé aux ados le fait d’apporter une importance démesurée aux regards des autres… Ça me navre de vous voir jouer un rôle des journées entières en passant à côté de votre vie. Ce soir, je vous ai apporté des passeports pour pouvoir dire non, pour pouvoir dire stop afin de choisir d’être vous »."
La revue de danse Mouvement écrit plus précisément sur les corps des interprètes :
"De « champ chorégraphique » parlait la feuille de salle ? En effet. Il n’y a quasiment pas de danse reconnue pour danse dans Cheptel. Beaucoup plus précieuse : il y a une présence entière, se poser, attendre, se faufiler, essayer, et oser une manière de prendre la parole, nous désigner notre propre fuite du plateau, nous indiquer enfin qu’est venu « le jour du choix ».

C’est un critique de danse qui écrit ces lignes et qui après chaque spectacle de Michel Schweizer se demande comment des jeunes analogues à ceux-ci, quand ils passent dans les circuits de la danse à l’école – avec ses programmes, ses instructions ministérielles, ses références à la Nouvelle danse, ses profs de gym, ses artistes à recycler -, en ressortent ternes et atones. Où leurs gestes appliqués trahissent comment un immense pan de la danse – y compris dite contemporaine – n’est que mise en discipline des corps, et restriction des personnalités."

## Vidéographie
Captation partielle le 5 mai 2018 à la MC93, Bobigny par Manuelle Blanc.